# Psychomyia reshi
Psychomyia reshi is een schietmot uit de familie Psychomyiidae. De soort komt voor in het Oriëntaals gebied.